# Brigus South
Brigus South est un district de services locaux de Terre-Neuve-et-Labrador, au Canada.
Brigus South est un village de pêcheurs situé dans l'Est de l'île de Terre-Neuve, sur la péninsule d'Avalon. Il est accessible par le chemin Brigus, via la route 10.